# Nowe Gliwice

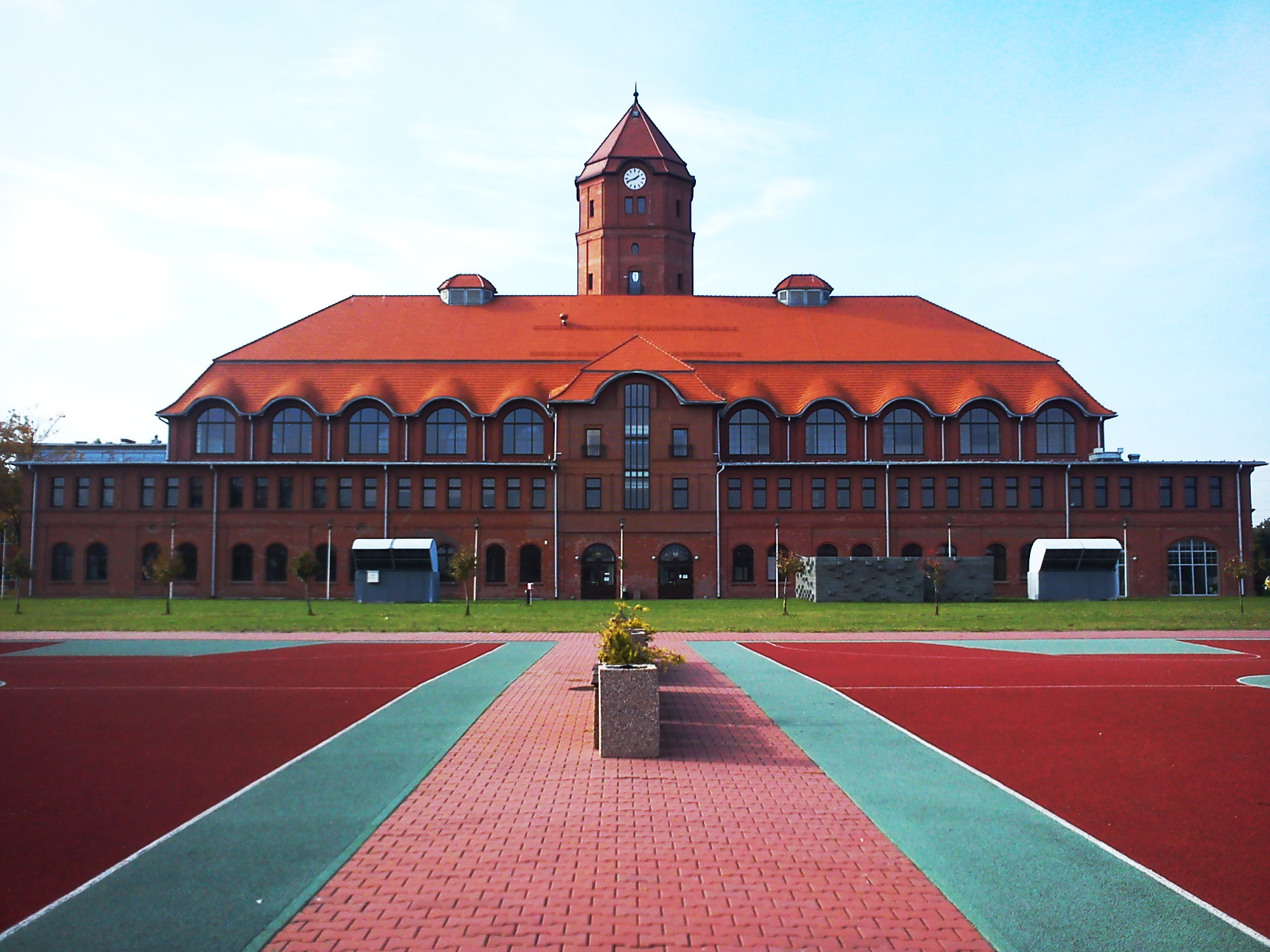
Das ehemalige Bergwerksgelände

Nowe Gliwice (deutsch: Neues Gleiwitz) ist ein Projekt der Stadt Gliwice (Gleiwitz) zur Revitalisierung eines früheren industriellen Gebiets im Osten der Stadt und der Förderung von Unternehmen, sowie der Renovierung der historischen Gebäude in diesem Bereich.
Das Areal hat eine Fläche von 25,2 ha und befindet sich an der Bojkowska- und der Pszczyńska-Straße. Wahrzeichen des Areals ist ein 45 Meter hoher Turm. Der Bereich gehörte zum ehemaligen Bergwerk Gliwice.
In Nowe Gliwice soll eine Bildungs- und Wirtschaftszone entstehen. Zur Bildungszone sollen eine Hochschule für Wirtschaft und Verwaltung und Fremdsprachenkollegs gehören. Die Hochschule soll Platz für 2350 Studenten bieten.